# A Lombard Pápa Termál FC 2010–2011-es szezonja
A Lombard Pápa Termál FC 2010–2011-es szezonja szócikk a Lombard Pápa Termál FC első számú férfi labdarúgócsapatának egy idényéről szól, mely sorozatban a 2., összességében pedig a 4. idénye a csapatnak a magyar első osztályban. A klub fennállásának ekkor volt a 6. évfordulója.

## Mérkőzések
| Színmagyarázat | Színmagyarázat |
| -------------- | -------------- |
|                | Győzelem.      |
|                | Döntetlen.     |
|                | Vereség.       |

### Monicomp Liga 2010–11

#### Őszi fordulók
| 1. forduló 2010. július 31. 17:30 |

| Debreceni VSC            | 2 – 0               | Lombard Pápa          |
| ------------------------ | ------------------- | --------------------- |
| Szilágyi 18' Kulcsár 32' | (2 – 0) Jegyzőkönyv | Rajnay 64' Farkas 82' |

| Oláh Gábor utcai stadion, Debrecen Nézőszám: 3 200 Játékvezető: Fábián Mihály (magyar) |

| 2. forduló 2010. augusztus 7. 19:00 |

| Lombard Pápa | 0 – 0               | Szolnoki MÁV                                  |
| ------------ | ------------------- | --------------------------------------------- |
| Tóth 49'     | (0 – 0) Jegyzőkönyv | Cornaci 40' Hegedűs 61' Búrány 80' Ngalle 85' |

| Perutz Stadion, Pápa Nézőszám: 1 800 Játékvezető: Veizer Roland (magyar) |

| 3. forduló 2010. szeptember 1. 19:00 |

| Zalaegerszegi TE                              | 3 – 1               | Lombard Pápa                                  |
| --------------------------------------------- | ------------------- | --------------------------------------------- |
| Rajcomar 26' Pavićević 42' 90' (11-esből) 84' | (2 – 1) Jegyzőkönyv | Abwo 12' Dlusztus 10' Quintero 60' Rebryk 75' |

| ZTE Aréna, Zalaegerszeg Nézőszám: 2 218 Játékvezető: Veizer Roland (magyar) |

- Elhalasztott mérkőzés.

| 4. forduló 2010. augusztus 20. 19:00 |

| Lombard Pápa                                                                                  | 5 – 1               | Haladás                                                                      |
| --------------------------------------------------------------------------------------------- | ------------------- | ---------------------------------------------------------------------------- |
| Bárányos 32' (11-esből) Marić 50' 88' Germán 81' (11-esből) Gyömbér 84' Rajnay 25' Rebryk 74' | (1 – 1) Jegyzőkönyv | Tóth 22' Simon 17' Lengyel 34' Rajos 50' Nagy 56′ Molnár 57′ Lattenstein 68′ |

| Perutz Stadion, Pápa Nézőszám: 2 200 Játékvezető: Miquel Alvaro Garcia (chilei) |

| 5. forduló 2010. augusztus 28. 19:00 |

| Kaposvári Rákóczi                       | 3 – 2               | Lombard Pápa                         |
| --------------------------------------- | ------------------- | ------------------------------------ |
| Grúz 84' 50' Kulcsár 87' 68' Zsók 90+2' | (0 – 1) Jegyzőkönyv | Abwo 36' Takács 79' 83′ Bárányos 32' |

| Rákóczi Stadion, Kaposvár Nézőszám: 2 000 Játékvezető: Takács János (magyar) |

| 6. forduló 2010. október 9. 19:00 |

| Paksi FC                             | 4 – 0               | Lombard Pápa          |
| ------------------------------------ | ------------------- | --------------------- |
| Bartha 43' 87' Vayer 49' Montvai 68' | (1 – 0) Jegyzőkönyv | Rajnay 26' Rebryk 88' |

| Fehérvári úti stadion, Paks Nézőszám: 1 000 Játékvezető: Kassai Viktor (magyar) |

| 7. forduló 2010. szeptember 18. 19:00 |

| Lombard Pápa                                           | 4 – 1               | Kecskeméti TE                                              |
| ------------------------------------------------------ | ------------------- | ---------------------------------------------------------- |
| Gyömbér 8' 30' Takács 13' Rebryk 40' Heffler 90+8' 72' | (3 – 1) Jegyzőkönyv | Gyagya 11' 10' Holczer 40' Bori 43' Lambulić 45' Koncz 63' |

| Perutz Stadion, Pápa Nézőszám: 1 200 Játékvezető: Iványi Zoltán (magyar) |

| 8. forduló 2010. szeptember 25. 18:00 |

| Budapest Honvéd                       | 2 – 4               | Lombard Pápa                                         |
| ------------------------------------- | ------------------- | ---------------------------------------------------- |
| Abass 26' 61' Takács 60' Cuerda 90+2′ | (1 – 2) Jegyzőkönyv | Marić 7' Bárányos 22' 57' Heffler 72' 60' Farkas 51' |

| Bozsik József Stadion, Budapest Nézőszám: 2 500 Játékvezető: Farkas Ádám (magyar) |

| 9. forduló 2010. október 1. 17:00 |

| Lombard Pápa                                          | 1 – 2               | Videoton                                                           |
| ----------------------------------------------------- | ------------------- | ------------------------------------------------------------------ |
| Heffler 55' Rajnay 27' Marić 55' Tóth 85' Szűcs 90+2' | (0 – 2) Jegyzőkönyv | Elek 18' 90+2′ Alves 45' Božović 55' Lipták 64' Nagy 86' Vaskó 87' |

| Perutz Stadion, Pápa Nézőszám: 2 000 Játékvezető: Takács János (magyar) Asszisztensek: L. Tóth Lajos Tóth István |

| 10. forduló 2010. október 15. 17:00 |

| Győri ETO                 | 0 – 1               | Lombard Pápa                  |
| ------------------------- | ------------------- | ----------------------------- |
| Trajković 8' Đorđević 79′ | (0 – 0) Jegyzőkönyv | Abwo 81' Marić 38' Farkas 44' |

| ETO Park, Győr Nézőszám: 2 200 Játékvezető: Berger József (magyar) |

| 11. forduló 2010. október 23. 17:30 |

| Lombard Pápa                                                  | 3 – 1               | Újpest                          |
| ------------------------------------------------------------- | ------------------- | ------------------------------- |
| Vermes 4' (öngól) Marić 69' Heffler 81' Šupić 43' Gyömbér 75' | (1 – 0) Jegyzőkönyv | Tisza 72' Takács 77' Barczi 84' |

| Perutz Stadion, Pápa Nézőszám: 2 500 Játékvezető: Kassai Viktor (magyar) |

| 12. forduló 2010. október 30. 17:00 |

| BFC Siófok | 0 – 1               | Lombard Pápa       |
| ---------- | ------------------- | ------------------ |
| Graszl 29' | (0 – 0) Jegyzőkönyv | Marić 53' Tóth 89' |

| Révész Géza utcai stadion, Siófok Nézőszám: 1 000 Játékvezető: Veizer Roland (magyar) |

| 13. forduló 2010. november 6. 16:00 |

| Lombard Pápa                          | 2 – 1               | Vasas                  |
| ------------------------------------- | ------------------- | ---------------------- |
| Lázok 6' (öngól) Marić 66' Farkas 90' | (1 – 1) Jegyzőkönyv | Ferenczi 15' Balog 69' |

| Perutz Stadion, Pápa Nézőszám: 2 200 Játékvezető: Farkas Ádám (magyar) |

| 14. forduló 2010. november 12. 17:00 |

| MTK Budapest                    | 2 – 1               | Lombard Pápa                     |
| ------------------------------- | ------------------- | -------------------------------- |
| Könyves 75' Eppel 79' Szabó 43' | (0 – 1) Jegyzőkönyv | Abwo 17' Bárányos 43' Takács 55' |

| Hidegkuti Nándor Stadion, Budapest Nézőszám: 800 Játékvezető: Takács János (magyar) |

| 15. forduló 2010. november 20. 17:30 |

| Lombard Pápa            | 0 – 5               | Ferencváros                                                                                    |
| ----------------------- | ------------------- | ---------------------------------------------------------------------------------------------- |
| Bárányos 28' Németh 85' | (0 – 3) Jegyzőkönyv | Schembri 18' 27' 76' Heinz 40' Morales 75' Andrézinho 6' Rodenbücher 9' Csizmadia 80' Tóth 88' |

| Perutz Stadion, Pápa Nézőszám: 4 500 Játékvezető: Iványi Zoltán (magyar) |

| 16. forduló 2010. november 26. 17:00 |

| Lombard Pápa          | 1 – 1               | Debreceni VSC                                            |
| --------------------- | ------------------- | -------------------------------------------------------- |
| Rajnay 84' Farkas 20' | (0 – 0) Jegyzőkönyv | Mijadinoszki 71' Varga 21' Bódi 41' Laczkó 56' Fodor 90′ |

| Perutz Stadion, Pápa Nézőszám: 1 500 Játékvezető: Vad II. István (magyar) |

#### Tavaszi fordulók
| 17. forduló 2011. március 8. 14:30 |

| Szolnoki MÁV              | 2 – 2               | Lombard Pápa                                     |
| ------------------------- | ------------------- | ------------------------------------------------ |
| Némedi 39' 63' (11-esből) | (1 – 1) Jegyzőkönyv | Marić 28' (11-esből) 65' Bárányos 73' Rajnay 63' |

| Tiszaligeti stadion, Szolnok Nézőszám: 450 Játékvezető: Takács János (magyar) |

- Elhalasztott mérkőzés.

| 18. forduló 2011. március 5. 15:00 |

| Lombard Pápa                                     | 4 – 3               | Zalaegerszegi TE                                                                                            |
| ------------------------------------------------ | ------------------- | --- |
| Takács 8' 63' Marić 66' (11-esből) 86' Šupić 58' | (1 – 2) Jegyzőkönyv | Bogunović 24' Rajcomar 29' Balázs 58' 68' Miljatovič 10' Szalai 17' Panikvar 36' Vlaszák 65' Simonfalvi 81' |

| Perutz Stadion, Pápa Nézőszám: 2 000 Játékvezető: Németh Ádám (magyar) |

| 19. forduló 2011. március 12. 16:00 |

| Haladás                                      | 1 – 0               | Lombard Pápa                   |
| -------------------------------------------- | ------------------- | ------------------------------ |
| Kenesei 36' Nagy 59' Fodrek 71' Schimmer 88' | (1 – 0) Jegyzőkönyv | Tóth 55' Dlusztus 69' Nagy 83' |

| Rohonci úti stadion, Szombathely Nézőszám: 6 000 Játékvezető: Vad II. István (magyar) |

| 20. forduló 2011. március 19. 15:00 |

| Lombard Pápa           | 1 – 1               | Kaposvári Rákóczi                |
| ---------------------- | ------------------- | -------------------------------- |
| Marić 32' Dlusztus 18' | (1 – 0) Jegyzőkönyv | Hegedűs 66' Farkas 33' Perić 90' |

| Perutz Stadion, Pápa Nézőszám: 1 800 Játékvezető: Farkas Ádám (magyar) |

| 21. forduló 2011. április 2. 17:00 |

| Lombard Pápa                       | 1 – 2               | Paksi FC                                            |
| ---------------------------------- | ------------------- | --------------------------------------------------- |
| Bárányos 40' Rebryk 13' Takács 87' | (1 – 0) Jegyzőkönyv | Böde 46' Magasföldi 72' Fiola 66' Éger 70' Kiss 85' |

| Perutz Stadion, Pápa Nézőszám: 2 000 Játékvezető: Berger József (magyar) |

| 22. forduló 2011. április 9. 16:00 |

| Kecskeméti TE                              | 0 – 1               | Lombard Pápa              |
| ------------------------------------------ | ------------------- | ------------------------- |
| Radanović 5' Gyagya 34' Bori 79' Dosso 81′ | (0 – 0) Jegyzőkönyv | Rebryk 79' 79′ Németh 21' |

| Széktói Stadion, Kecskemét Nézőszám: 1 800 Játékvezető: Farkas Ádám (magyar) |

| 23. forduló 2011. április 16. 18:00 |

| Lombard Pápa             | 0 – 1               | Budapest Honvéd                                            |
| ------------------------ | ------------------- | ---------------------------------------------------------- |
| Heffler 22' Takács 90+4' | (0 – 1) Jegyzőkönyv | Bright 20' Moreira 15' Horváth 60' Lovrić 69' Vólent 90+3' |

| Perutz Stadion, Pápa Nézőszám: 2 000 Játékvezető: Takács János (magyar) |

| 24. forduló 2011. április 23. 15:00 |

| Videoton                                             | 4 – 0               | Lombard Pápa                                       |
| ---------------------------------------------------- | ------------------- | -------------------------------------------------- |
| Alves 69' 81' Lencse 77' 24' Nikolics 88' Sándor 17' | (0 – 0) Jegyzőkönyv | Nagy 32' Žuļevs 55' Farkas 63' Marić 65' Szűcs 68' |

| Sóstói Stadion, Székesfehérvár Nézőszám: 4 079 Játékvezető: Berger József (magyar) Asszisztensek: Albert István Forgács Attila |

| 25. forduló 2011. április 26. 18:00 |

| Lombard Pápa                                                    | 2 – 1               | Győri ETO                                                                         |
| --------------------------------------------------------------- | ------------------- | --------------------------------------------------------------------------------- |
| Bárányos 65' 89' Marić 90+4' Žuļevs 30' Rebryk 42' Quintero 83' | (0 – 0) Jegyzőkönyv | Totadze 88' 74' Dinjar 15' Babić 24' Stanišić 47' Pilibaitis 68' Alekszidze 90+4' |

| Perutz Stadion, Pápa Nézőszám: 2 500 Játékvezető: Miquel Alvaro Garcia (chilei) |

| 26. forduló 2011. április 30. 17:30 |

| Újpest                                          | 2 – 1               | Lombard Pápa                              |
| ----------------------------------------------- | ------------------- | ----------------------------------------- |
| Lázár 24' Ahjupera 76' Dvorschák 63' Rajczi 83' | (1 – 0) Jegyzőkönyv | Quintero 74' 90+2′ Gyömbér 39' Žuļevs 56' |

| Szusza Ferenc Stadion, Budapest Nézőszám: 3 024 Játékvezető: Oláh Gábor (magyar) |

| 27. forduló 2011. május 7. 19:00 |

| Lombard Pápa            | 0 – 1               | BFC Siófok                                 |
| ----------------------- | ------------------- | ------------------------------------------ |
| Žuļevs 43' Dlusztus 53′ | (0 – 0) Jegyzőkönyv | Csermelyi 80' 88' Mogyorósi 44' Graszl 75′ |

| Perutz Stadion, Pápa Nézőszám: 1 500 Játékvezető: Iványi Zoltán (magyar) |

| 28. forduló 2011. május 10. 18:00 |

| Vasas                              | 1 – 1               | Lombard Pápa      |
| ---------------------------------- | ------------------- | ----------------- |
| Beliczky 67' Rezes 80' Lisztes 83' | (0 – 0) Jegyzőkönyv | Bali 87' Nagy 31' |

| Illovszky Rudolf Stadion, Budapest Nézőszám: 1 500 Játékvezető: Böcskei Balázs (magyar) |

| 29. forduló 2011. május 14. 19:00 |

| Lombard Pápa         | 0 – 2               | MTK Budapest                            |
| -------------------- | ------------------- | --------------------------------------- |
| Rebryk 53' Marić 81' | (0 – 1) Jegyzőkönyv | Tischler 30' Pátkai 77' Vukadinović 45' |

| Perutz Stadion, Pápa Nézőszám: 1 200 Játékvezető: Kassai Viktor (magyar) |

| 30. forduló 2011. május 22. 17:30 |

| Ferencváros                               | 3 – 0               | Lombard Pápa                       |
| ----------------------------------------- | ------------------- | ---------------------------------- |
| Schembri 45' 68' Morales 71' Dragóner 89' | (1 – 0) Jegyzőkönyv | Rebrik 22' Quintero 24' Žuļevs 32' |

| Albert Flórián Stadion, Budapest Nézőszám: 6 000 Játékvezető: Fábián Mihály (magyar) |

#### Végeredmény
| #   | Csapat              | M  | GY | D  | V  | G+ – G– | GK  | P                                                      | Megjegyzések                                   |
| --- | ------------------- | -- | -- | -- | -- | ------- | --- | ------------------------------------------------------ | ---------------------------------------------- |
| 1.  | Videoton (B)        | 30 | 18 | 7  | 5  | 59–29   | +30 | 61                                                     | 2011–2012-es Bajnokok Ligája – 2. selejtezőkör |
| 2.  | Paksi FC            | 30 | 17 | 5  | 8  | 54–38   | +16 | 56                                                     | 2011–2012-es Európa-liga – 1. selejtezőkör     |
| 3.  | Ferencváros         | 30 | 15 | 5  | 10 | 50–43   | +7  | 50                                                     | 2011–2012-es Európa-liga – 1. selejtezőkör     |
| 4.  | Zalaegerszegi TE    | 30 | 14 | 6  | 10 | 51–47   | +4  | 48 \|rowspan="8" style="background-color: #fafafa;" \| |                                                |
| 5.  | Debreceni VSCCV, K  | 30 | 12 | 10 | 8  | 53–43   | +10 | 46                                                     |                                                |
| 6.  | Újpest              | 30 | 13 | 6  | 11 | 50–38   | +12 | 45                                                     |                                                |
| 7.  | Kaposvári Rákóczi   | 30 | 13 | 4  | 13 | 41–42   | −1  | 43                                                     |                                                |
| 8.  | Haladás             | 30 | 11 | 8  | 11 | 42–36   | +6  | 41                                                     |                                                |
| 9.  | Győri ETO           | 30 | 10 | 11 | 9  | 40–35   | +5  | 41                                                     |                                                |
| 10. | Budapest Honvéd     | 30 | 11 | 7  | 12 | 36–39   | −3  | 40                                                     |                                                |
| 11. | Vasas SC            | 30 | 11 | 7  | 12 | 34–46   | −12 | 40                                                     |                                                |
| 12. | Kecskeméti TE (KGY) | 30 | 11 | 3  | 16 | 51–56   | −5  | 36                                                     | 2011–2012-es Európa-liga – 2. selejtezőkör1    |
| 13. | Lombard Pápa        | 30 | 10 | 5  | 15 | 39–52   | −13 | 35 \|rowspan="2" style="background-color: #fafafa;" \| |                                                |
| 14. | BFC SiófokÚ         | 30 | 8  | 10 | 12 | 29–41   | −12 | 34                                                     |                                                |
| 15. | MTK Budapest (K)    | 30 | 8  | 6  | 16 | 35–49   | −14 | 30                                                     | NB II                                          |
| 16. | Szolnoki MÁVÚ (K)   | 30 | 5  | 6  | 19 | 26–56   | −30 | 21                                                     | NB II                                          |

Utolsó frissítés: 2011. május 22. 
Forrás: MLSZ adatbank 
A rangsorolás alapszabályai: 1. összpontszám, 2. győzelmek száma, 3. gólkülönbség, 4. szerzett gólok száma, 5. egymás elleni eredmények összpontszáma,  6. egymás elleni eredmények gólkülönbsége, 7. egymás elleni eredmények szerzett góljainak száma, 8. egymás elleni eredmények idegenben szerzett góljainak száma.
1 A Kecskeméti TE a 2011–2012-es Európa-liga 2. selejtezőkörében indulhat, kupagyőztesként.
(B): Bajnokcsapat, (K): Kieső csapat, (F): Feljutó csapat, (I): Kupainduló, (R): A rájátszás győztese, (KGY): Kupagyőztes

#### Eredmények összesítése
Az alábbi táblázatban összesítve szerepelnek a Lombard Pápa Termál FC 2010/11-es bajnokságban elért eredményei.
| Ősz/tavasz (forduló)    | Otthon | Otthon | Otthon | Otthon | Otthon | Otthon | Otthon | Idegenben | Idegenben | Idegenben | Idegenben | Idegenben | Idegenben | Idegenben |
| Ősz/tavasz (forduló)    | M      | GY     | D      | V      | LG–KG  | GK     | P      | M         | GY        | D         | V         | LG–KG     | GK        | P         |
| ----------------------- | ------ | ------ | ------ | ------ | ------ | ------ | ------ | --------- | --------- | --------- | --------- | --------- | --------- | --------- |
| Őszi szezon (1–16.)     | 8      | 4      | 2      | 2      | 16–12  | +4     | 14     | 8         | 3         | 0         | 5         | 10–16     | –6        | 9         |
| Tavaszi szezon (17–30.) | 7      | 2      | 1      | 4      | 8–11   | –3     | 7      | 7         | 1         | 2         | 4         | 5–13      | –8        | 5         |
| Összesen (1–30.)        | 15     | 6      | 3      | 6      | 24–23  | +1     | 21     | 15        | 4         | 2         | 9         | 15–29     | –14       | 14        |

#### Helyezések fordulónként
| Forduló  | 1  | 2  | 3  | 4  | 5  | 6  | 7  | 8  | 9  | 10 | 11 | 12 | 13 | 14 | 15 | 16 | 17 | 18 | 19 | 20 | 21 | 22 | 23 | 24 | 25 | 26 | 27 | 28 | 29 | 30 |
| -------- | -- | -- | -- | -- | -- | -- | -- | -- | -- | -- | -- | -- | -- | -- | -- | -- | -- | -- | -- | -- | -- | -- | -- | -- | -- | -- | -- | -- | -- | -- |
| Helyszín | I  | O  | I  | O  | I  | I  | O  | I  | O  | I  | O  | I  | O  | I  | O  | O  | I  | O  | I  | O  | O  | I  | O  | I  | O  | I  | O  | I  | O  | I  |
| Eredmény | V  | D  | V  | GY | V  | V  | GY | GY | V  | GY | GY | GY | GY | V  | V  | D  | D  | GY | V  | D  | V  | GY | V  | V  | GY | V  | V  | D  | V  | V  |
| Helyezés | 16 | 14 | 15 | 12 | 13 | 14 | 12 | 11 | 12 | 10 | 8  | 8  | 4  | 7  | 7  | 7  | 7  | 7  | 7  | 7  | 7  | 7  | 9  | 10 | 8  | 11 | 12 | 13 | 13 | 13 |

Helyszín: O = Otthon; I = Idegenben. Eredmény: GY = Győzelem; D = Döntetlen; V = Vereség.

### Magyar kupa
| 3. forduló 2010. szeptember 22. 15:30 |

| Győri ETO II                     | 1 – 2               | Lombard Pápa                                                               |
| -------------------------------- | ------------------- | -------------------------------------------------------------------------- |
| Berde 59' 66' Simon 42' Nagy 88' | (0 – 1) Jegyzőkönyv | Rebryk 35' Quintero 90+1' Németh 11' Karácsony 30' Marić 66' Jovánczai 85' |

| Nézőszám: 350 Játékvezető: Kovács Gábor (magyar) |

| 4. forduló 2010. október 27. 14:30 |

| Gyirmót FC                                      | 1 – 1               | Lombard Pápa                                                  |
| ----------------------------------------------- | ------------------- | ------------------------------------------------------------- |
| Laki 46' Varga 1' Pirka 10' Tóth 10' Kozmér 11' | (1 – 1) Jegyzőkönyv | Bárányos 2' 47' Dlusztus 10′ Rebryk 26' Tóth G. 31' Šupić 76′ |

| Győr Nézőszám: 300 Játékvezető: Németh Ádám (magyar) |

- Büntetőkkel (2 – 3) a Lombard Pápa jutott tovább.

| 5. forduló Első mérkőzés 2010. november 9. 17:00 |

| Lombard Pápa                                            | 1 – 3               | Újpest                                |
| ------------------------------------------------------- | ------------------- | ------------------------------------- |
| Bárányos 45' Farkas 8' Marić 44' Rebryk 67' Tóth G. 81' | (1 – 1) Jegyzőkönyv | Tisza 30' 74' Mitrović 68' Vermes 44' |

| Perutz Stadion, Pápa Nézőszám: 800 Játékvezető: Oláh Gábor (magyar) |

| 5. forduló Visszavágó 2011. március 1. 18:00 |

| Újpest                                         | 3 – 1               | Lombard Pápa |
| ---------------------------------------------- | ------------------- | ------------ |
| Sitku 58' Mitrović 63' Lázár 81' Egerszegi 61' | (0 – 0) Jegyzőkönyv | Bali 82'     |

| Szusza Ferenc Stadion, Budapest Nézőszám: 1 178 Játékvezető: Veizer Roland (magyar) |

### Ligakupa

#### Csoportkör (C csoport)
| 2010. július 24. 19:00 |

| Haladás                                           | 2 – 1               | Lombard Pápa                     |
| ------------------------------------------------- | ------------------- | -------------------------------- |
| Tóth 38' Sipos 59' Nagy 26' Lengyel 43' Simon 77' | (1 – 1) Jegyzőkönyv | Abwo 31' Venczel 35' Heffler 82' |

| Rohonci úti stadion, Szombathely Játékvezető: Németh Ádám (magyar) |

| 2010. július 28. 17:30 |

| Lombard Pápa | 0 – 0               | Ferencváros           |
| ------------ | ------------------- | --------------------- |
|              | (0 – 0) Jegyzőkönyv | Pisanjuk 30' Sváb 73' |

| Perutz Stadion, Pápa Játékvezető: Berger József (magyar) |

| 2010. december 1. 13:00 |

| Lombard Pápa                             | 2 – 3               | Haladás                           |
| ---------------------------------------- | ------------------- | --------------------------------- |
| Bali 4' Tóth G. 42' Bíró 66' Venczel 87' | (2 – 2) Jegyzőkönyv | Rácz 9' Lattenstein 44' Simon 65' |

| Perutz Stadion, Pápa Játékvezető: Kovács Zoltán (magyar) |

| 2010. december 8. 13:00 |

| Ferencváros                               | 4 – 2               | Lombard Pápa                                                 |
| ----------------------------------------- | ------------------- | ------------------------------------------------------------ |
| Fitos 2' Tóth B. 37' Abdi 57' Nyilasi 76' | (2 – 1) Jegyzőkönyv | Venczel 40' 90' Dlusztus 36' Tóth G. 45' Rajnay 72' Bíró 86' |

| Árok utcai pálya, Budaörs Játékvezető: Berger József (magyar) |

#### A C csoport végeredménye
| Színmagyarázat | Színmagyarázat                                                 |
| -------------- | -------------------------------------------------------------- |
|                | A csoportelső bejutott a negyeddöntőbe.                        |
|                | A csoport többi helyezettje nem folytathatta a kupaszereplést. |

| Csapat       | M | Gy | D | V | G+ | G– | Gk | P |
| ------------ | - | -- | - | - | -- | -- | -- | - |
| Haladás      | 4 | 2  | 2 | 0 | 6  | 4  | +2 | 8 |
| Ferencváros  | 4 | 1  | 3 | 0 | 5  | 3  | +2 | 6 |
| Lombard Pápa | 4 | 0  | 1 | 3 | 5  | 9  | –4 | 1 |